# Канделярия
Канделярия (лат. Candelaria) — род лихенизированных грибов семейства Канделяриевые. Описан итальянским лихенологом Абрамо Массалонго в 1852 году.

## Описание
Слоевище розетковидное или неопределённой формы, мелколопастное, почти чешуйчатое, жёлтое или оранжевое, желтовато-зеленоватое, реже серовато-желтоватое, плотно прикреплённое к субстрату при помощи ризин. Нижняя сторона слоевища светлая, ризины густые, редеющие к периферии. Сердцевинный слой слабо развит, из тонкостенных перепутанных гиф. Апотеции леканорового типа, сидячие, округлые, разбросанные по всей верхней поверхности, но больше развитые в центре слоевища. Гипотеций светлый. Эпитеций зернистый. Парафизы простые или вильчато развлетвлённые, на вершинах головчато утолщённые. Сумки мешковидные, широкобулавидные, с многочисленными спорами, по 16—32 и более в сумке. Споры эллипсоидные, яйцевидные до почти цилиндрических, одноклеточные, бесцветные, с тонкой оболочкой, с крупными каплями жира. Пикнидии погружённые, светлые. Пикноконидии экзобазидиальные, короткие, эллипсоидные. Слоевище от KOH не изменяется.

### Химический состав
Содержит калицин и дилактон пульвиновой кислоты.

## Виды
Согласно базе данных Catalogue of Life на февраль 2022 года род включает следующие виды:
- Candelaria asiatica D. Lui et J.S. Hur, 2018[8] — Южная Корея
- Candelaria concolor (Dicks.) Arnold, 1879 — Канделярия одноцветная
- Candelaria crawfordii Müll. Arg., P.M. Jørg. et D.J. Galloway, 1992
- Candelaria fibrosoides M. Westb. et Frödén, 2007[9] — Перу
- Candelaria pacifica M. Westb. et Arup, 2011 — Канделярия тихоокеанская[10] — Европа, Северная Америка, Южная Америка

## Охранный статус
В России вид Candelaria concolor занесён в Красную книгу Калужской области, вид Candelaria pacifica занесён в Красную книгу Санкт-Петербурга.